# Oratorio di San Rocco (Rezzoaglio)
L'oratorio di San Rocco è un luogo di culto cattolico situato nella frazione di Alpepiana nel  comune di Rezzoaglio, nella città metropolitana di Genova.

## Storia e descrizione

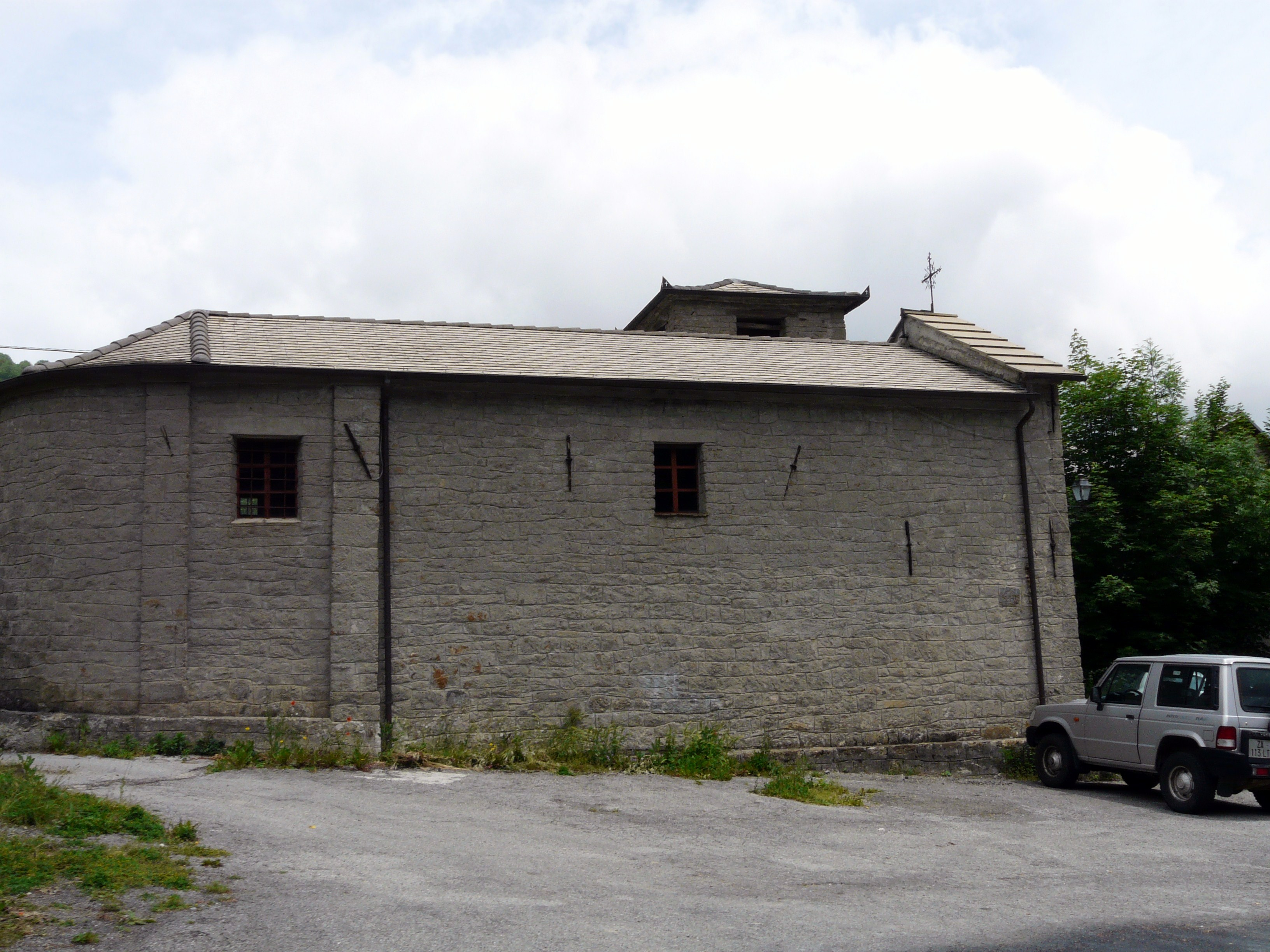
Altra visuale della struttura

L'edificazione di un nuovo oratorio divenne quasi necessaria a seguito delle continue frane che distrussero interamente o in parte gli antichi edifici religiosi della frazione rezzoagliese.
Secondo una pietra incastonata nel muro perimetrale dell'edificio, l'inizio dei lavori si avviarono nel 1679. L'attuale struttura architettonica, in località Secorte, è invece risalente alla nuova riedificazione avvenuta nel 1815.